# Gabies
Gabies (latin : Gabii) est une ancienne ville du Latium, à 20 km à l'est de Rome.
Selon la tradition rapportée par Virgile dans l'Énéide, Gabies aurait été fondée par Albe la Longue. Mais, selon une autre tradition rapportée par Solin,, sans doute d'après une notice de Cassius Hemina, elle aurait été fondée par deux frères sicules, Galatios et Bion,.
Dès la monarchie, les rois étrusques qui règnent sur Rome passent les premiers traités, dont un avec Gabies (fœdus Gabinum, cité par Denys d'Halicarnasse).

## Romulus et Rémus
Selon l'historien Plutarque, Romulus et Rémus y achèvent leur éducation (études) alors qu'ils ne sont pas encore reconnus comme les descendants de Rhéa Silvia. Cet épisode est cependant totalement ignoré par Tite-Live, qui assure qu'ils ne quittent pas Faustulus.

## L'épisode de Gabies
Sous le règne de Tarquin le Superbe, cette ville est en guerre contre Rome, mais la lutte s'éternise. Il apprend à son fils Sextus Tarquin qu'une ville se dirige comme un champ de pavot dont on coupe les fleurs. Sextus se rend alors à Gabies, au prétexte que son père le maltraite, et réussit à intégrer l'aristocratie locale. Petit à petit, il monte au sein de la ville, jusqu'à obtenir le commandement suprême. Il fait alors supprimer les uns après les autres les principaux aristocrates de la cité, jusqu'à rester le seul maître. Il livre alors la ville à son père.
L'épisode est peut-être inspiré par un passage d'Hérodote et de Platon, à propos du tyran de Syracuse, Périandre.
Le poète romain Tibulle est né dans cette ville.

### Trouvailles artistiques antiques
Plusieurs statues, plus ou moins, complètes, ont été découvertes à Gabies en 1792 :
- la Diane de Gabies est une statue de femme drapée représentant probablement la déesse Artémis, qui est traditionnellement rattachée au sculpteur Praxitèle. Elle est découverte par Gavin Hamilton sur la propriété du prince Borghèse[10].
- un ensemble de quatre statues, représentant des membres de la famille julio-claudienne drapés en demi-nudité héroïque, parmi lesquels on identifie Germanicus et Claude en nudité héroïque.

On y a également trouvé un curieux autel circulaire en marbre daté du premier siècle dénommé autel de Gabies ou autel des douze dieux, conservé au Louvre ; il s'agirait d'un autel astrologique ou zodiacal.